# William L. Jorgensen

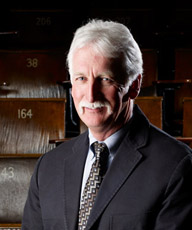
William L. Jorgensen

William L. Jorgensen (* 5. Oktober 1949 in New York City)  ist ein US-amerikanischer Chemiker (Organische Chemie, Theoretische Chemie).

## Leben und Wirken
Jorgensen studierte an der Princeton University mit dem Bachelor-Abschluss 1970 und wurde 1975 in Chemischer Physik an der Harvard University bei Elias James Corey mit der Arbeit Computer assisted synthetic analysis. Theoretical studies of polycyles containing small rings promoviert. Ab 1975 war er Assistant Professor und später Professor für Organische Chemie an der Purdue University, ab 1985 als H. C. Brown Professor für Chemie. 1990 wurde er C. P. Whitehead Professor für Chemie an der Yale University.
Er befasst sich mit theoretischer organischer Chemie, Computer-gestützter Synthese und Design besonders von potentiellen Medikamenten und molekularer Computersimulation von Flüssigkeiten und Lösungen sowie von Reaktionsmechanismen.
Gegenstand der Medikamentenforschung waren unter anderem die HIV-1 Reverse Transkriptase bei HIV und Macrophage Migration Inhibitory Factor (MIF).
Seit 2021 zählt ihn der Medienkonzern Clarivate aufgrund der Zahl seiner Zitierungen zu den Favoriten auf einen Nobelpreis (Clarivate Citation Laureates).

## Auszeichnungen (Auswahl)
- 1978 Dreyfuß-Foundation Teacher-Scholar
- 1979 bis 1981 Sloan Research Fellow
- 1990 Arthur C. Cope Scholar
- 1994 Fellow der American Association for the Advancement of Science
- 1998 ACS Award for Computers in Chemical and Pharmaceutical Research
- 2001 Präsident der  International Society of Quantum Biology and Pharmacology
- 2004 Award in Computational Biology der International Society for Quantum Biology and Pharmacology
- 2004 Sato Memorial International Award der Pharmaceutical Society of Japan
- 2007 Mitglied der American Academy of Arts and Sciences
- 2009 Fellow der American Chemical Society
- 2010 Mitglied der International Academy of Quantum Molecular Science
- 2011 Mitglied der National Academy of Sciences
- 2012 ACS Hildebrand Award in the Theoretical and Experimental Chemistry of Liquids
- 2012 Mitglied der Connecticut Academy of Science and Engineering
- 2015 Tetrahedron-Preis
- 2024 Arthur C. Cope Award

## Schriften
- The Many Roles of Computation in Drug Discovery,  Science, Band 125,  2004, S. 1813–1818
- mit J. Tirado-Rives: Potential energy functions for atomic-level simulations of water, and organic and biomolecular systems,  Proc. Nat. Acad. Sci. USA, Band 102,  2005, S. 6665–6670
- mit L. L. Thomas: Perspective on Free-Energy Perturbation Calculations for Chemical Equilibria,  J. Chem. Theory Comput., Band 4, 2008, S. 869–876.
- Efficient Drug Lead Discovery and Optimization, Acc. Chem. Res., Band 42,  2009, S. 724–733
- mit O. Acevedo: Advances in QM/MM Simulations for Organic and Enzymatic Reactions, Acc. Chem. Res., Band 43,  2010, S. 142–151.